# Xã Rock, Quận Cherokee, Iowa
Xã Rock (tiếng Anh: Rock Township) là một xã thuộc quận Cherokee, tiểu bang Iowa, Hoa Kỳ. Năm 2010, dân số của xã này là 187 người.